# レナード・ホワイティング
レナード・ホワイティング（Leonard Whiting、1950年6月30日 - ）は、イギリスの俳優。

## プロフィール
イングランド・ロンドンに生まれる。1968年、フランコ・ゼフィレッリの『ロミオとジュリエット』でロミオを演じ、18歳でゴールデングローブ賞新人賞を受賞した。ゼフィレッリは3ヵ月以上かけて300人の中から彼を選び出し、「スウィートでジェントルでメランコリー。理想的なロミオだ。」と評した。

## エピソード
アビイ・ロードスタジオのエンジニアであったアラン・パーソンズによるプログレッシブ・ロックバンド、アラン・パーソンズ・プロジェクトのファーストアルバム"Tales of Mystery and Imagination" に収録されている曲"The Raven"にてリードボーカルをつとめている。

## 主な出演作品
- ロミオとジュリエット Romeo and Juliet (1968)　-　キネマ旬報ベストテン第2位
- 真説フランケンシュタイン(1973年の米国TV映画)] Frankenstein - The True Story